# Ceruana pratensis
Ceruana es un género monotípico de plantas con flores perteneciente a familia  Asteraceae, el género incluye solamente una especie, Ceruana pratensis. Es originaria de África donde se distribuye por  Egipto y Sudán.

## Descripción
Es una planta anual herbácea, erguida ramificada y media leñosa que alcanza lo 60 cm  de altura, con florecillas amarillas opacas o amarillo verdosas dispuestas en cabezas frondoso-bracteadas, en el  terreno pantanoso secado y en las orillas de los ríos.

## Taxonomía
Ceruana pratensis fue descrita por Peter Forsskål y publicado en Flora Aegyptiaco-Arabica LXXIV. 1775.
Sinonimia
- Buphthalmum pratense Vahl
- Ceruana fruticosa Less.
- Ceruana rotundifolia Cass.
- Ceruana senegalensis DC.[4]